# Passiflora cincinnata
Passiflora cincinnata je biljka iz porodice Passifloraceae. 